# Sun Wei
Sun Wei (en chino: 孙炜; Nantong, 12 de agosto de 1995) es un deportista chino que compite en gimnasia artística.
Participó en los Juegos Olímpicos de Tokio 2020, obteniendo una medalla de bronce en la prueba de  por equipos (junto con Lin Chaopan, Xiao Ruoteng y Zou Jingyuan).
Ganó cuatro medallas en el Campeonato Mundial de Gimnasia Artística entre los años 2018 y 2023.

## Palmarés internacional
| Juegos Olímpicos   | Juegos Olímpicos        | Juegos Olímpicos  | Juegos Olímpicos     |
| Año                | Lugar                   | Medalla           | Prueba               |
| ------------------ | ----------------------- | ----------------- | -------------------- |
| 2020               | Tokio (Japón)           | Medalla de bronce | Concurso por equipos |
| Campeonato Mundial |                         |                   |                      |
| Año                | Lugar                   | Medalla           | Prueba               |
| 2018               | Doha (Catar)            | Medalla de oro    | Concurso por equipos |
| 2019               | Stuttgart (Alemania)    | Medalla de plata  | Concurso por equipos |
| 2022               | Liverpool (Reino Unido) | Medalla de oro    | Concurso por equipos |
| 2023               | Amberes (Bélgica)       | Medalla de plata  | Concurso por equipos |